# Peter Obernburger (Kanoniker)

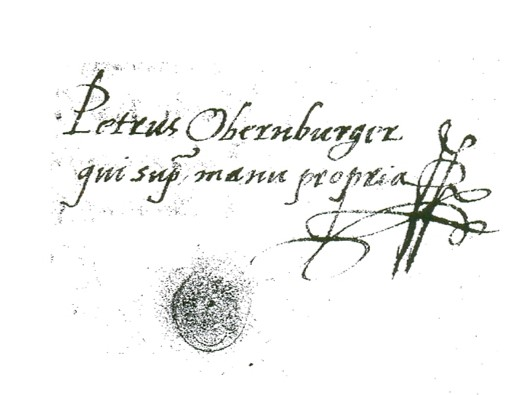
Peter Obernburgers Namenszug, Mainz 1551

Peter Obernburger (* um 1490 in Obernburg am Main; † 16. März 1553 wahrscheinlich in Mainz) war Kurmainzer Kleriker, Vikar im Stift St. Peter und Alexander in Aschaffenburg, Registrator in der kaiserlich-kurfürstlichen Reichskanzlei in Mainz sowie Kanonikus in St. Stephan in Mainz. Er war der Bruder von Johannes Obernburger, dem obersten Sekretär in der Hofkanzlei Kaiser Karls V. Peter Obernburger hatte einen gleichnamigen Sohn (ca. 1530–1588).

## Biografie

### Familie und Herkunft
Peter Obernburger wurde als Peter Schmidt um 1490 als dritter Sohn des begüterten Stiftshofpächter-Ehepaars Peter und Catharina Schmidt (geb. Welsch) in Obernburg am Main geboren. Er hatte drei Geschwister, Johannes, Paul und Anna. Johannes und Peter strebten die geistliche Laufbahn an. Paul folgte seinem Vater als Stiftshofpächter nach und blieb in Obernburg. Anna heiratete den Juristen und späteren Reichkammerrichter Conradt Heckmann. Johannes und Peter besuchten um 1500 die Schule des Stifts St. Peter und Alexander in Aschaffenburg. Dort latinisierten sie ihren Nachnamen Schmidt zu „Fabri de Obernburg“.
1506 wird Peter Obernburger in den Matrikeln der Universität Heidelberg genannt, ohne Angabe von Studienfach, Aufenthaltsdauer und Abschluss. Offenbar wechselte er anschließend an die Universität Mainz und begann dort neben seinem Bruder Johannes Theologie zu studieren und mit der Priesterweihe abzuschließen. Auch hier sind keine näheren Angaben zur Dauer des Studiums und zum Zeitpunkt des Abschlusses bekannt, weil die Matrikel der Universität Mainz aus dieser Zeit in den Wirren der Reformationszeit verloren gegangen sind oder vernichtet wurden.
1513 wird Peter Obernburger erstmals im Stift St. Peter und Alexander in Aschaffenburg als Vikar erwähnt, wie er seinen älteren Bruder Johannes als Testamentarier bestätigt.

### Aufstieg zum Kanonikus in Mainz 1532
Die Besetzung von vakanten Kirchenämtern wurde durch sog. „preces primariae“ (Anwartschaften) und „nominationes“ (Ernennungen) maßgeblich durch den Kaiser geregelt. Die beteiligten Personen und genauen Datierungen sind in den Reichsregisterbüchern (RRB) Kaiser Karls V. dokumentiert. Für Peter Obernburger sind drei Anwartschaften und vier Ernennungen in den RRB verzeichnet. Die Besitzergreifung [Possess] samt Pfründe erlangte Peter Obernburger jedoch nur für folgende vier Kirchenämter:
- Vikar in Stift St. Peter und Alexander Aschaffenburg von 1513 bis 1553.[9]
- Vikar im Kloster Ferrutius in Bleidenstadt, heute Taunusstein, von 1540 bis 1541.[10]
- Vikar im Kloster St. Jakob bei Mainz vom 24. März 1541 bis 1543.[11]
- Kanonikus von St. Stephan in Mainz von 1532 bis 1553 in Nachfolge seines Bruders Johannes.[12]

Durch die Vermittlung von Kirchenämtern blieb Peter Obernburger seinem Bruder Johannes zeitlebens eng verbunden, auch wenn Johannes lange Zeit in Spanien und anderen Ländern des Reiches unterwegs war. Peter blieb immer in der Region des Kurfürstentums Mainz und übte die erhaltenen Kirchenämter wohl vor Ort auch aus.

### Registrator in der kaiserlich-kurfürstlichen Reichskanzlei
Der Mainzer Kurfürst war in Deutschland Stellvertreter des Kaisers, wenn dieser außer Landes war. In dieser Funktion galt er als der Mächtigste unter den sieben Kurfürsten. Zum kurfürstlichen Hof gehörte auch die kaiserliche Reichskanzlei, in der Peter Obernburger als Registrator tätig war. Kurfürst und Kardinal Albrecht von Brandenburg (1490–1545) residierte zu Beginn seiner Amtszeit 1514 in der Moritzburg in Halle. 1541 musste er infolge der Ereignisse um die Reformation auf die Martinsburg in Mainz umziehen. Im Sommer hielt er sich oft in seiner Bischofsresidenz Schloss Johannisburg in Aschaffenburg auf. Wann und wo Peter Obernburger seinen kaiserlich-kurfürstlichen Dienst als Registrator angetreten hat, ist nicht bekannt. Auch ein kolportierter Aufstieg zum Vorstand der Kanzlei konnte nicht nachgewiesen werden.

### Studium in Bologna 1537 und 1538
Im Alter von etwa 47 Jahren reiste Peter Obernburger nach Italien, um dort in den Jahren 1537 und 1538 an der Universität Bologna zu studieren. Genaue Angaben zu Beginn und Abschluss sowie des Studienfachs fehlen. Gustav Knod bestätigte 1899 den Studienaufenthalt in Bologna. Über seine Beweggründe für diesen Studienaufenthalt in bemerkenswert hohem Alter ist nichts bekannt.

### Besuch in Obernburg am Main 1543
Der einzige nachgewiesene Besuch Peter Obernburgers in seiner Heimatstadt fand am 9. Mai 1543 statt. Anlass war eine Neuvermessung von verflösten (überschwemmten) Äckern an der Mömling „im Beisein Herrn Peter Obernburgers und seines Bruders Paule, des Stifts Hofmann zu Obernburgk“. Weitere Besuche in Obernburg sind sehr wahrscheinlich, aber nicht schriftlich dokumentiert.

### Rat des Mainzer Kurfürsten 1545
Von Januar bis August 1545 nahm Peter Obernburger am Reichstag in Worms als Rat des Mainzer Kurfürsten in besonderer Mission teil. Er berichtete dort dem Kaiser und seinem Bruder Johannes Obernburger von den Angelegenheiten des Erzbistums Mainz und der Erkrankung des Kurfürsten Albrecht von Brandenburg. Dieser starb kurz nach Beendigung des Reichstags am 24. September 1545 auf der Martinsburg in Mainz.

### Prokurator für seinen Bruder Johannes 1551
Die Brüder Johannes und Peter Obernburger pflegten offenbar einen sehr vertrauten Umgang miteinander. So regelte Peter auch finanzielle Angelegenheiten für seinen abwesenden Bruder. Im Institut für Stadtgeschichte in Frankfurt am Main ist eine Urkunde aus dem Jahr 1551 aus Innsbruck erhalten, die ihn ermächtigt die jährliche Reichssteuer der Stadt Frankfurt am Main für seinen Bruder entgegenzunehmen. In einer weiteren Urkunde quittierte Peter 390 Gulden für das abgelaufene Jahr 1551.

### Tod von Peter Obernburger 1553
Nach dem Tod seines Bruders Johannes am 21. Juni 1552 begannen am 28. Oktober 1552 in Mainz die Erbauseinandersetzungen, an denen Peter noch als Erbe teilnahm. Peter Obernburger starb neun Monate später, am 16. März 1553. Die näheren Umstände seines Todes sind unbekannt. Für Mainz als Ort seines Todes spricht die langjährige Tätigkeit als Registrator in Mainz, eventuell auch die nachgewiesenen Grundstücksgeschäfte in Mainz zwischen ihm und seinem Schwager Dr. Conradt Heckmann.
Peter Obernburger hinterließ eine Konkubine mit Namen Elisabeth Schermar, einen Sohn Peter, eine Tochter Sabina und eine weitere Tochter, deren Name nicht bekannt ist. Aus dem Erbvertrag von Mainz, datiert am 20. November 1559, kann nicht sicher geklärt werden, ob Peter Obernburger seine Konkubine Elisabeth Schermar, die Mutter seiner drei Kinder, geheiratet hat oder nicht. Elisabeth Schermar hat ihn jedenfalls um mehr als 20 Jahre überlebt. Das ist zweifelsfrei durch einen Brief vom 6. Oktober 1574 an ihren Sohn Peter in Prag nachgewiesen. Elisabeth Schermar beklagt in dem Brief ihr hohes Alter. Im Erbvertrag von 1559 ist eine Witwe Elisabeth Clammer genannt. Datierungen von Eheschließungen sind nicht bekannt.

## Das Epitaph der Brüder Johannes und Peter Obernburger in Obernburg am Main

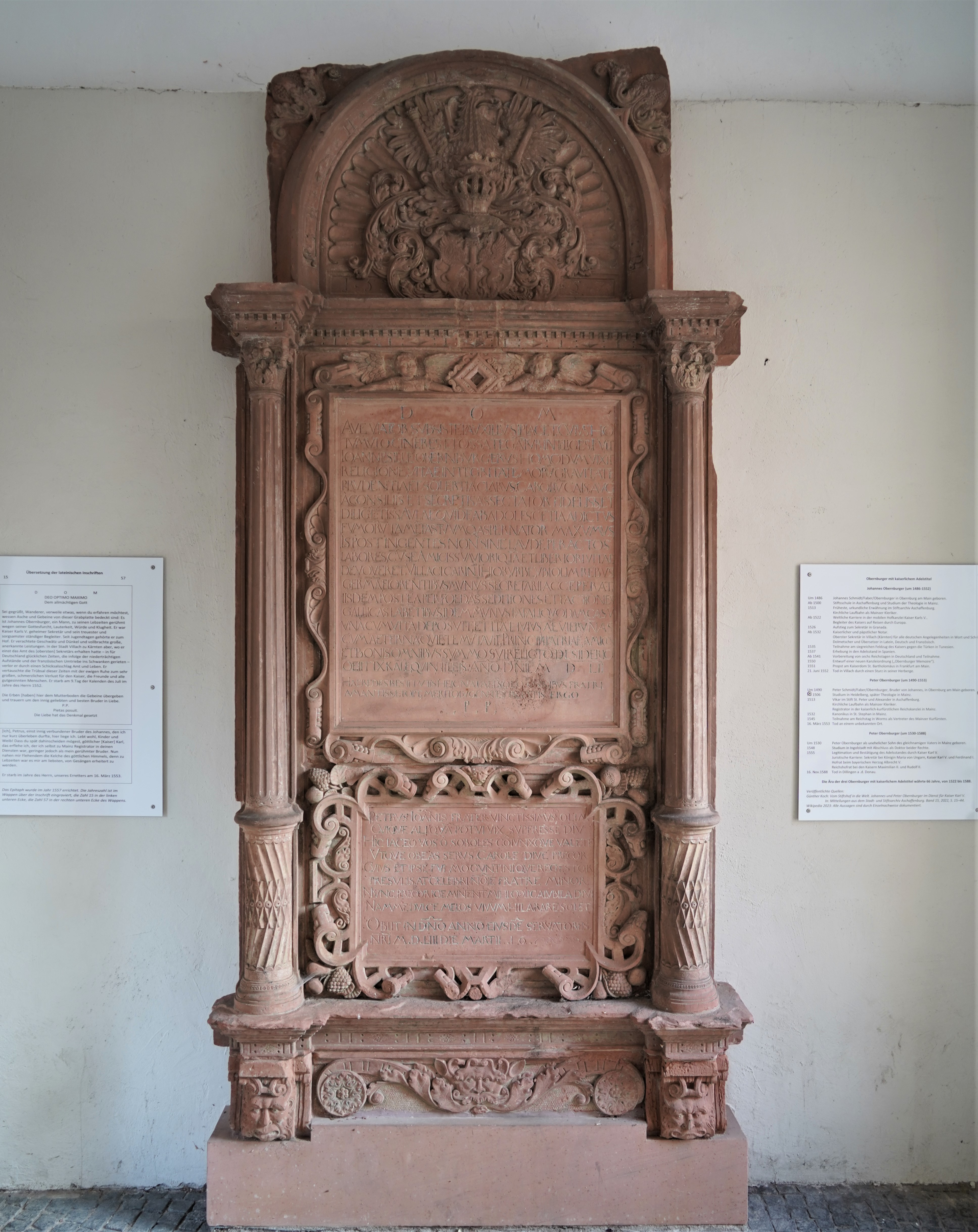

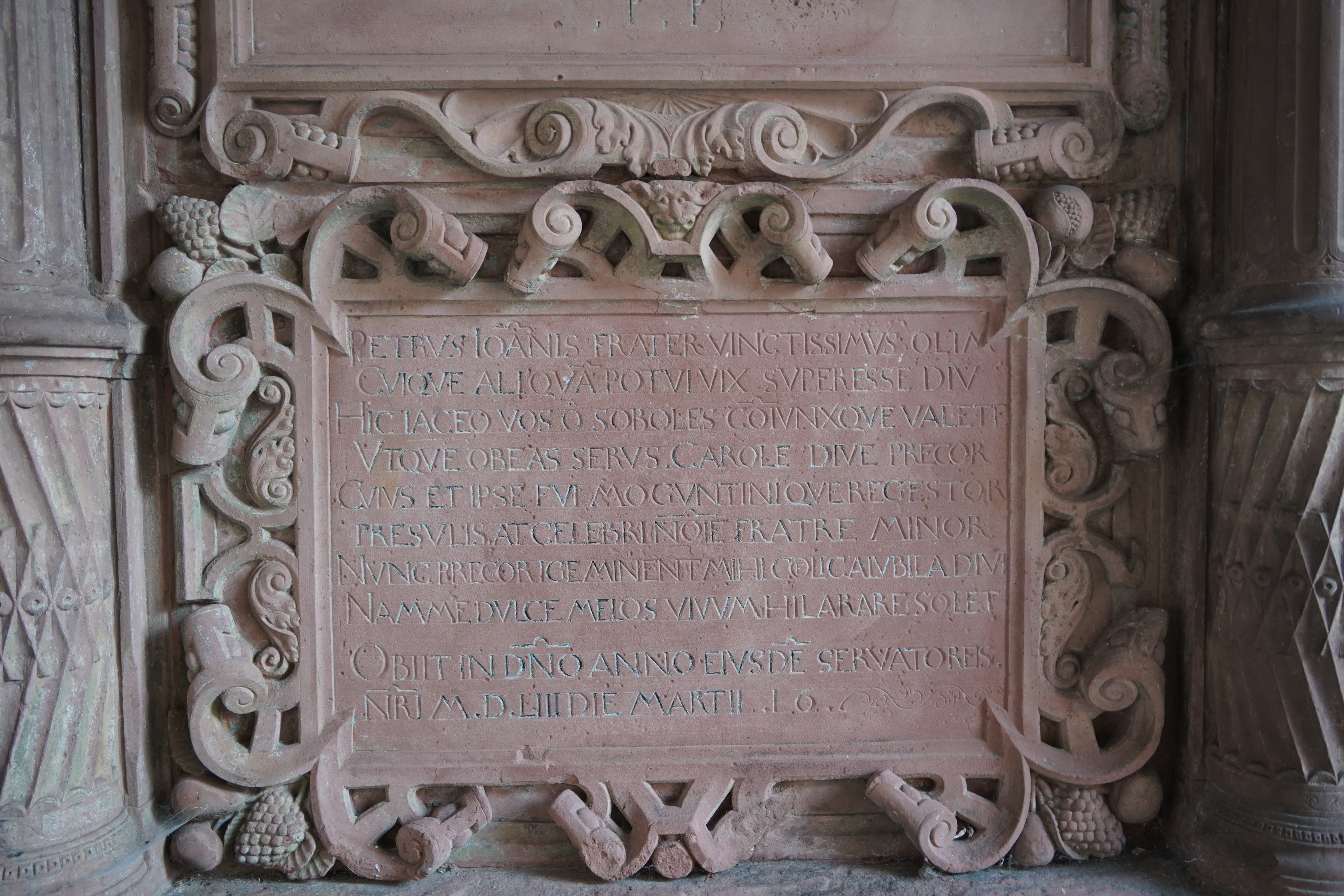

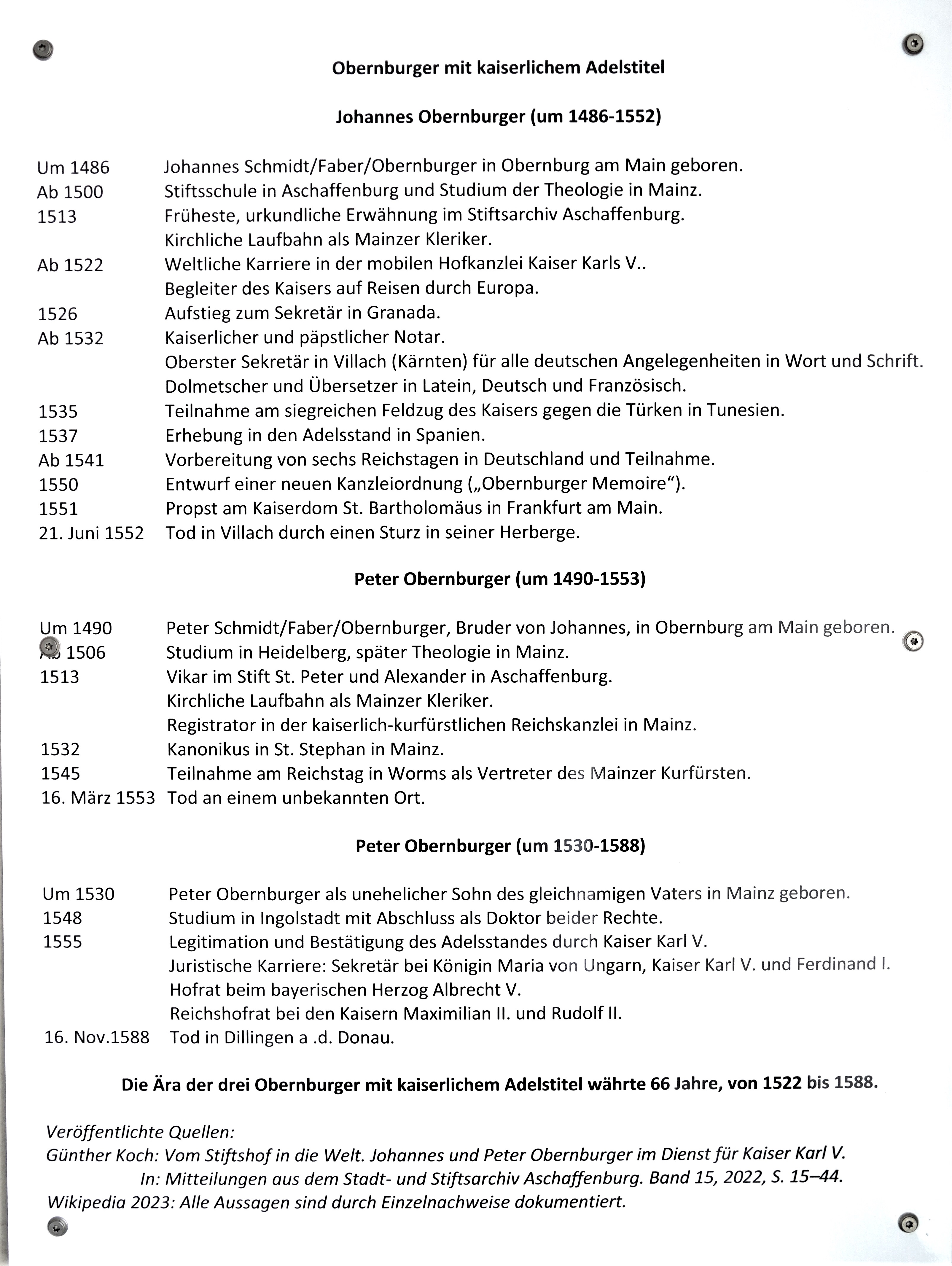

Das Epitaph ist etwa 1,40 m breit und 3,50 m hoch und wurde 1557 errichtet.

Johannes ist auf dem oberen, Peter auf dem unteren Schriftfeld gewürdigt. Heute steht das Epitaph wettergeschützt in der Passage durch den freigestellten Kirchturm. Das von Säulen flankierte, dem Notariatssignet von Johannes Obernburger ähnliche, Epitaph ist viergeteilt: Oben das Adelswappen unter einem Halbbogen begleitet von floralen Elementen, darunter die Inschrift für Johannes, darunter die für seinen Bruder Peter, beide mit umlaufenden floralen Motiven, abgeschlossen von einem breiteren Bodenfries.
Bisher liegen für die lateinischen Texte vier Übersetzungen vor: von Pater Luchesius Grötzinger (aus den fünfziger Jahren), von Leo Hefner aus Obernburg (1984), von Karl-Ernst Lupprian, Hauptstaatsarchiv München (2001) und von Richard Pfannenmüller, Karlstein am Main (2001).
Die fünfte, aktualisierte Übersetzung von 2022 hat folgenden Wortlaut:

D. O. M.
Sei gegrüßt, Wanderer, verweile etwas, wenn du erfahren möchtest, wessen Asche und Gebeine von dieser Grabplatte bedeckt sind: Es ist Johannes Obernburger, ein Mann, zu seinen Lebzeiten gerühmt wegen seiner Gottesfurcht, Lauterkeit, Würde und Klugheit. Er war Kaiser Karls V. geheimer Sekretär und sein treuester und sorgsamster ständiger Begleiter. Seit Jugendtagen gehörte er zum Hof. Er verachtete Geschwätz und Dünkel und vollbrachte große, anerkannte Leistungen. In der Stadt Villach zu Kärnten aber, wo er einst das Amt des [obersten] Sekretärs erhalten hatte – in für Deutschland glücklichen Zeiten, die infolge der niederträchtigen Aufstände und der französischen Umtriebe ins Schwanken gerieten –, verlor er durch einen Schicksalsschlag Amt und Leben. Er vertauschte die Trübsal dieser Zeiten mit der ewigen Ruhe zum sehr großen, schmerzlichen Verlust für den Kaiser, die Freunde und alle gutgesinnten Menschen. Er starb am 9. Tag der Kalenden des Juli im Jahre des Herrn 1552.

Die Erben [haben] hier dem Mutterboden die Gebeine übergeben und trauern um den innig geliebten und besten Bruder, dessen Frömmigkeit also …

P.P.
```Inschrift zu Peter Obernburger```
[Ich], Petrus, einst innig verbundener Bruder des Johannes, den ich nur kurz überleben durfte, hier liege ich. Lebt wohl, Kinder und Weib! Dass du spät dahinscheiden mögest, göttlicher [Kaiser] Karl, das erflehe ich, der ich selbst zu Mainz Registrator in deinen Diensten war, geringer jedoch als mein gerühmter Bruder. Nun nahen mir Flehendem die [Wein-]Kelche des göttlichen Himmels, denn zu Lebzeiten war es mir am Liebsten, von Gesängen erheitert zu werden.

Er starb im Jahre des Herrn, unseres Erretters am 16. März 1553.
Seit 3. Juli 2023 sind in der Passage durch den Kirchturm der Stadtpfarrkirche Obernburg am Main links und rechts neben dem Epitaph neue Informationstafeln angebracht. Das linke Schild zeigt die neue Übersetzung der Inschriften, das rechte eine Zeittafel mit biografischen Daten zu den drei Obernburgern in kaiserlichen Diensten im 16. Jahrhundert.